# Escárcega
Escárcega, alias Francisco Escárcega, est une ville mexicaine de l'État du Campeche, située dans l'est de la péninsule du Yucatán. 
Cette agglomération de 26 800 habitants (en 2003) se trouve entre les villes plus importantes de Campeche au nord et Chetumal au sud. 
C'est le chef-lieu de la municipalité du Campeche du même nom.

## Histoire
Cette ville porte le nom du patriote mexicain Francisco Escárcega Márquez.

## Localisation précise
Escárcega est située à la jonction des routes n° 261 et 186.
Carte 'Mapquest'

### Autres articles
- Campeche
- Liste des municipalités du Campeche
- Yucatán
- Mexique